# Кутепово (Калужская область)
Кутепово — деревня в Жуковском районе Калужской области России, в составе муниципального образования Сельское поселение  «Село Трубино».

## География
Расположена на северо-востоке Калужской области. Рядом населённые пункты Храпеево, Пурсовка и Луканино. Расстояние по автодорогам до районного центра — 12 км.

## История
Первое упоминание о Кутепове относится к 1247 году — когда здесь на реке Протве был убит при сражении с литовцами Московский князь Михаил Ярославович Храбрый.

При царе Иоанне Грозном село принадлежало опричникам братьям Щербатовым, а затем их сыновьям и внукам, было родовой вотчиной князей Оболенских-Щербатовых. В Писцовых книгах 1627—1629 гг. отмечено, что в селе есть две деревянных церкви: Богородичная и Михаила Архангела.— Из летописи храма в Кутепове
Рядом сохранились древние курганы, один из которых находится близ деревни Кутепово. Курган расположен среди поля, недалеко протекает ручей, впадающий в полутора километрах отсюда в реку Протва.
В XVII—XX веках, в трёх верстах от Кутепово проходила Старая Калужская дорога.
В 1746 году селом Кутепово Оболенского уезда владел князь Иван Андреевич Щербатов, часть крестьян он перевёл в Изютино.
В Кутепово есть храм в честь Архистратига Божия Михаила с приделом Николая Чудотворца, каменный. Построен в 1826 году помещиком Николаем Ефимовичем Мясоедовым. Преосвященный Илиан, епископ Калужский и Боровский совершил в храме Божественную Литургию.